# 2008년 하계 올림픽 이스라엘 선수단
2008년 하계 올림픽 이스라엘 선수단은 중화인민공화국 베이징에서 개최된 2008년 하계 올림픽에 참가한 올림픽 이스라엘 선수단이다. 요트, 태권도 등에 선수를 파견하였으며 43명의 선수로 편성되었다.
이 대회는 이스라엘의 14번째 하계 올림픽인 가운데 유일하게 샤하르 주바리만 동메달을 차지하였다.

## 메달리스트
| 메달 | 이름          | 종목 | 세부 종목          | 날짜     |
| ---- | ------------- | ---- | ------------------ | -------- |
|      | 샤하르 주바리 | 요트 | 남자 개인 윈드서핑 | 8월 20일 |